# Víctor Hurtado i Cuevas
Víctor Hurtado i Cuevas (Ciutat de Mèxic, 1948) és un economista, historiador i cartògraf català d'origen mexicà.
Nascut a Mèxic, on el seu pare, l'escriptor Odó Hurtado i Martí (Barcelona, 1902-1965) es va exiliar després de la Guerra Civil espanyola, i net d'Amadeu Hurtado i Miró (Vilanova i la Geltrú, 1875 - Barcelona, 1950), advocat i polític català que va ser conseller durant el govern del president Macià, Victor Hurtado es va formar com a economista, i doctorar en Història Medieval. I des de l'any 1985 s'especialitzà en cartografia històrica.
El seu llibre Els Mitjavila: una família de mercaders a la Barcelona del segle XIV, fruit de la seva tesi doctoral, el 2007 va rebre el premi Ciutat de Barcelona. El 2010 va veure la llum l'“Atles de la Guerra Civil a Catalunya”, coordinat conjuntament amb Antoni Segura i Mas. I els anys 2011 i 2013 publicà els dos primers volums de l'“Atlas de la Guerra Civil Española”, el primer dedicat a la sublevació, i el segon a les Brigades Internacionals.
Una de les seves obres més destacades és l'“Atles manual d'història de Catalunya”, una obra en tres volums, publicats consecutivament el 2014, el 2016 i el 2020, que recull la història del país des dels temps antics fins al moment actual. El primer volum, que enceta la trilogia, cartografia la història de Catalunya des del Paleolític fins al segle XIII, el segon volum abasta la història des dels comtes reis al tractat dels Pirineus, i el tercer s'ocupa del període que va des de la divisió del Principat, amb la pèrdua de la Catalunya del Nord el 1659, fins al Primer d'Octubre del 2017.
El seu “Atles d'història dels jueus de Catalunya”, escrit conjuntament amb l'historiador Manuel Forcano, publicat el 2019 per Rafael Dalmau (Editor), el 2020 va rebre el XXXV Premi Ferran Soldevila.